# رادونگن
رادونگن (به لهستانی:  Radunin) یک روستا در لهستان است که در گمینا گرودک واقع شده‌است.